# بوبي كلاك
بوبي كلاك (بالإنجليزية: Bobby Clack)‏ هو ممثل أمريكي، ولد في 3 يناير 1926، وتوفي في 3 أبريل 1986.

## وصلات خارجية
- بوبي كلاك على موقع IMDb (الإنجليزية)
- بوبي كلاك على موقع قاعدة بيانات الفيلم (الإنجليزية)